# Bron Q

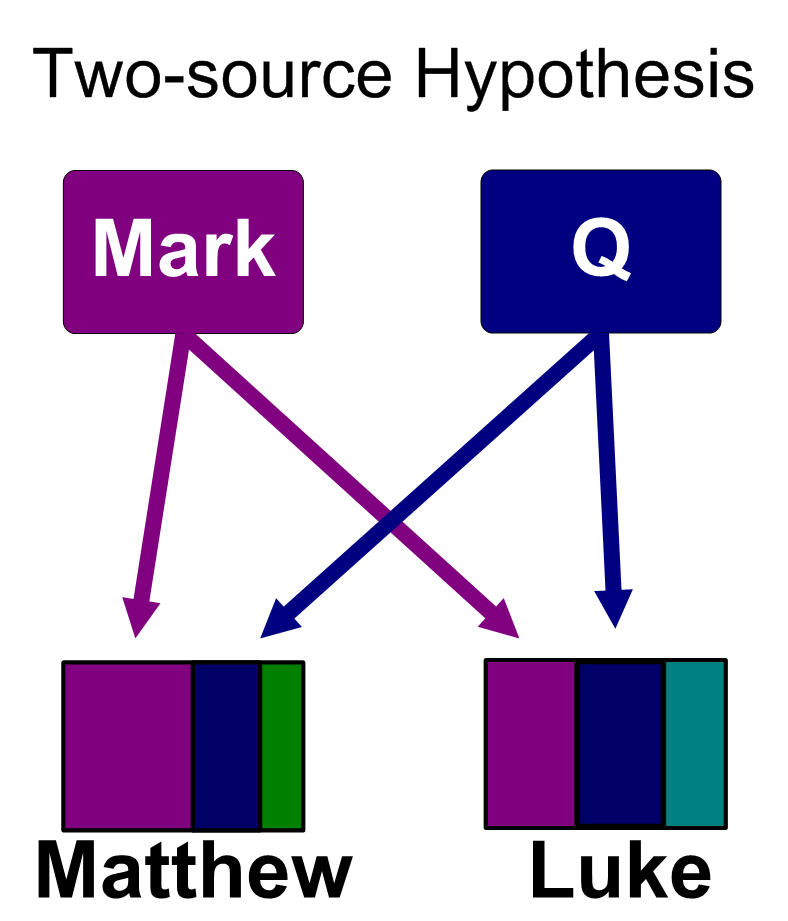
Schematische weergave van de tweebronnentheorie over het ontstaan van de evangeliën

Het Q-document (ook wel Q-evangelie, bron Q en in de 19e eeuw de Logia genoemd) is een hypothetische tekst waarin het optreden en de boodschap van Jezus wordt beschreven. De letter 'Q' komt van de eerste letter van het Duitse woord voor bron, Quelle. De benaming is afkomstig van Johannes Weiss (1863-1914).
De hypothese van bron Q is onderdeel van de tweebronnentheorie, een oplossing voor het synoptische vraagstuk die onder wetenschappers breed aanvaard is. Volgens deze tweebronnentheorie kunnen de tekstuele overeenkomsten tussen de evangeliën volgens Matteüs en Lucas worden verklaard door te stellen dat de schrijvers gebruik hebben gemaakt van twee geschreven bronnen: het Evangelie volgens Marcus en bron Q. Het bestaan van bron Q moet worden aangenomen indien de mogelijkheid dat de schrijver van Lucas het werk van Matteüs gekend heeft (of andersom) nog onwaarschijnlijker wordt geacht. Deze theorie maakt gebruik van filologische bronkritiek. Op grond van (deels) dezelfde methoden zijn ook alternatieve oplossingen voor het synoptische vraagstuk geformuleerd.
Sommige geleerden hebben de driebronnentheorie verdedigd. Zij gaan ervan uit dat de schrijver van Lucas het evangelie van Matteüs kende en dat bepaalde gezegden van Jezus, die bij de tweebronnentheorie aan Q worden toegeschreven, in werkelijkheid door de schrijver van Lucas uit Matteüs werden overgenomen. Lucas had dan niet minstens twee, maar minstens drie bronnen waaruit hij putte, tot zijn beschikking. Aan deze theorie werd onder andere de voorkeur gegeven door Heinrich Julius Holtzmann (nadat hij eerder een invloedrijke studie had geschreven waarin hij de tweebronnentheorie uiteenzette), 
Eduard Simons, 
Hans Hinrich Wendt,  
Edward Y. Hincks, 
Robert Morgenthaler, en 
Robert H. Gundry.

## De argumenten voor een tweede bron
Het bestaan van Q veronderstelt twee bronkritische oordelen. Ten eerste het oordeel dat Marcus een van de bronnen is van Matteüs en Lucas. Ten tweede het oordeel dat Matteüs en Lucas onafhankelijk van elkaar zijn geschreven en de een dus niet door de ander als bron is gebruikt. Hieruit volgt dat de tweevoudige traditie (het materiaal dat Matteüs en Lucas met elkaar delen en dat niet in Marcus voorkomt) moet teruggaan op een bron die zowel door Matteüs als door Lucas gebruikt is. De literaire connectie in de tweevoudige traditie wordt derhalve verklaard door een indirecte relatie, namelijk door het gebruik van dezelfde bron of bronnen.
Argumenten voor de onafhankelijkheid van Lucas en Matteüs:
- Matteüs en Lucas plaatsen het materiaal uit de tweevoudige traditie in verschillende contexten. Lucas zou dit materiaal artistiek gesproken op een "minder subtiele manier" in een primitievere context in zijn evangelie geplaatst hebben omdat hij Matteüs niet kende.
- De vorm van het materiaal is de ene keer primitiever in Lucas, de andere keer weer primitiever in Matteüs. Hieruit zou blijken dat ze elkaars bewerkingen van het materiaal niet kenden.
- Afgezien van de drievoudige traditie (afkomstig uit Marcus) en de tweevoudige traditie hebben Matteüs en Lucas allebei onder meer de geboorteverhalen, een genealogie van Jezus en verschijningsverhalen. In dit materiaal lijkt geen enkele sprake van literair contact.
- Doublures. Sommige uitspraken of verhalen komen twee keer voor binnen het evangelie volgens Matteüs of Lucas. De ene kan dan herleid worden naar Marcus en de andere naar een andere gemeenschappelijke bron, dat wil zeggen Q.

Argumenten voor Q als een geschreven document zijn:
- Precieze bewoordingen. Soms is de woordelijke gelijkheid in de twee versies opmerkelijk. Bijvoorbeeld: Matt. 6:24 = Lucas 16:13 (27/28 Griekse woorden). Matt.7:7-8 = Lucas 11:9-10 (24/24 Griekse woorden).
- De volgorde in Matteüs en Lucas is vaak gelijk.
- De aanwezigheid van doublures, daar waar Matteüs en Lucas soms twee versies van hetzelfde gezegde in verschillende contexten plaatsen. Doublures zijn vaak een aanwijzing voor de aanwezigheid van twee schriftelijke bronnen.
- Bepaalde thema's, zoals de Deuteronomische kijk op de geschiedenis, treden in Q meer op de voorgrond dan in Matteüs of Lucas afzonderlijk.
- Naast de theologische samenhang van Q, vertoont Q kenmerken van een literaire compositie.

## Ontdekkingsgeschiedenis
Als Q inderdaad bestaan heeft, dan moeten alle afschriften ervan, of althans de meeste, relatief vroeg zijn opgehouden te bestaan. Dit wordt aangenomen omdat er geen afschriften zijn teruggevonden en omdat er in de oudheid geen melding van wordt gemaakt. Zie echter hierbeneden de discussie over de uitspraak van Papias, die omstreeks het jaar 125 wordt gedateerd.
De Engelsman Herbert Marsh (1757-1839) was de eerste die op basis van onderzoek naar het synoptische probleem een Q-achtige bron poneerde. In 1801 stelt hij een ingewikkelde oplossing voor het synoptische probleem voor, die door zijn tijdgenoten werd genegeerd. Marsh gaf zijn bron de Hebreeuwse letter beth. De Duitser Schleiermacher (1768-1834) kwam, in 1832, als volgende met de Q-hypothese naar voren. Hij interpreteerde een raadselachtige uitspraak door de vroeg-christelijke schrijver Papias van Hierapolis: "Matteüs verzamelde de orakels (Grieks: logia) van de Heer in het Hebreeuws."  In plaats van de traditionele interpretatie dat Papias doelde op een versie van Matteüs in het Hebreeuws, geloofde Schleiermacher dat Papias getuigde van een verzameling gezegdes die ter beschikking stond aan de evangelisten. Een andere Duitser, Christian Hermann Weisse (1801-1866), combineerde Schleiermachers idee van een verzameling gezegdes in 1838 met de idee van de 'prioriteit van Marcus' (de aanname dat Marcus door Matteüs en Lucas als bron werd gebruikt). Weisse formuleerde hiermee de huidige tweebronnenhypothese, die stelt dat zowel Matteüs als Lucas gebruik hebben gemaakt van Marcus en Bron Q. Heinrich Julius Holtzmann (1832-1910) steunde deze benadering in 1863 in een invloedrijke verhandeling over het synoptische vraagstuk. Sindsdien heeft de tweebronnenhypothese haar dominante positie behouden.
Rond deze tijd sprak men nog van de Logia op grond van de uitspraak van Papias. Holtzmann gaf ze het Griekse symbool Lambda (Λ). Tegen het einde van de negentiende eeuw begon men te betwijfelen of de gezegdenverzameling wel bedoeld werd in de uitspraak van Papias en kwam men met het neutrale symbool Q.
De eerste theoloog die een reconstructie van Q maakte en er een commentaar op schreef was de Duitser Adolf von Harnack (Sprüche und Reden Jesu, Leipzig 1907).
In de eerste twee decennia van de twintigste eeuw werden meer dan een dozijn reconstructies van Q gemaakt. Deze reconstructies verschilden echter zoveel van elkaar dat geen enkel vers uit Matteüs in alle versies voorkwam. Daardoor verminderde de aandacht voor de reconstructie van Q. Dit veranderde in de jaren 1960 nadat een nieuw ontdekte verzameling gezegdes, het Evangelie van Thomas, beschikbaar kwam. James M. Robinson en Helmut Koester brachten naar voren dat gezegdenverzamelingen als Q en Thomas behoorden tot het vroegste christelijke materiaal dat uiteindelijk zou uitmonden in de canonieke evangeliën. Hoewel de vergelijking tussen Q en het Evangelie van Thomas volgens veel geleerden minder voor de hand ligt dan het op het eerste gezicht lijkt, vormde het Evangelie van Thomas toch een stimulans voor de studie naar Q.
In de Angelsaksische wereld zijn met name de studies van Christopher M. Tuckett en John S. Kloppenborg toonaangevend. De laatste komt op basis van literaire analyse tot de slotsom dat Q zou bestaan uit drie lagen of stadia. De vroegste laag is een verzameling gezegdes die handelt over zaken als armoede en discipel zijn. Daarna werd de verzameling uitgebreid met een laag gezegdes over het aanstaande oordeel tegen "deze generatie". Het laatste stadium omvat onder andere het verhaal van de verzoeking van Christus. Kloppenborg benadrukte dat men niet automatisch ervan uit moet gaan dat de ontstaansgeschiedenis van Q samenvalt met de geschiedenis van de Jezus-traditie (dat wil zeggen dat de oudste laag in Q niet per se overeenkomt met de oudste Jezus-traditie). Desalniettemin hebben sommige onderzoekers naar de historische Jezus, waaronder die van het Jesus Seminar, dat wel gedaan. Door hun historische reconstructies voornamelijk te baseren op het Evangelie van Thomas en de oudste laag van Q ("Q1"), stellen zij dat Jezus een wijsgeer was, die meer leek op een Griekse cynische filosoof dan op een rabbijn.
In de Duitstalige wereld zijn de studies van Paul Hoffmann en Christoph Heil toonaangevend. Ziij gaven hun gezamenlijke Grieks-Duitse studie-uitgave uit. Heil redigeert samen met Hoffmann, Kloppenborg en Joseph Verheyden (Leuven) de zeer gedetailleerde onderzoeken naar Q, Documenta Q. Daarnaast worden in de Duitstalige wereld verschillende aspecten van Q bestudeerd, zoals de narratieve coherentie.
In 2000 werd als vrucht van het International Q Project, door internationale samenwerking tussen Paul Hoffmann, James M. Robinson en John S. Kloppenburg, een reconstructie van Q uitgegeven, The Critical Edition of Q.

## Ontstaansgeschiedenis
Al naargelang de onderzoeker worden verschillende verklaringen gegeven voor de ontstaansgeschiedenis en de betekenis van Q. Sommige onderzoekers gaan uit van verschillende stadia van het document met een steeds gewijzigde christologie. Opeenvolgende redacteuren zouden vanuit de eigen nieuwe theologische visie redacties op het document hebben toegepast. Daarbij werden gezegdes aangepast, nieuwe gezegdes toegevoegd en de volgorde van de gezegdes werd met de nieuwe redactie gewijzigd. Rond het jaar 65 zou een onbekende redacteur de laatste versie van het document hebben voortgebracht. De ontstaansvolgorde van het materiaal zou blijken uit de manier waarop het materiaal gerangschikt is, de literaire vorm van de gezegdes en de wijze waarop groepen gezegdes in het document door de redacteuren in een "frame" van secundaire of tertiaire gezegdes zijn geplaatst.
Volgens deze onderzoekers zou blijken dat de oudste gezegdes bestaan uit materiaal dat handelt over (spirituele) wijsheid en praktische instructies over hoe te leven. De secundaire gezegdes bestaan uit oordelend materiaal gericht aan "deze generatie". De laatste redactielaag bestaat uit instructies aan de gemeenschap in het licht van de (ver)oordelende gezegdes gericht aan "deze generatie". Andere onderzoekers ontkennen dat het "wijsheidsmateriaal" primair is of ontkennen zelfs geheel dat het document redacties heeft ondergaan.
Algemeen wordt aangenomen dat Lucas de oorspronkelijke volgorde van de gezegdes grotendeels intact heeft gelaten. Matteüs heeft de volgorde veel meer verstoord omdat hij de gezegdes volgens thematische criteria tussen zijn andere materiaal heeft ondergebracht. Toch is ook bij Matteüs de veronderstelde oorspronkelijke volgorde in bepaalde deelstukken nog bewaard gebleven. Dit wordt ook als een extra argument beschouwd voor Q als geschreven document. Ook de auteurs van Matteüs en Lucas hebben in delen van het materiaal redacties uitgevoerd.

### Reconstructies van Bron Q
- Adolf von Harnack, Sprüche und Reden Jesu. Leipzig 1907
- A. Polag, Fragmenta Q. Neukirchen-Vluyn 1979
- Frans Neirynck (Hrsg.): Q-synopsis. The Double Tradition Passages in Greek, Studiorum Novi Testamenti Auxilia 13. University Press, Leuven 1988 (2. erw. Aufl. 1995)
- James M. Robinson, Paul Hoffmann, John S. Kloppenborg (Eds.): The Critical Edition of Q. Synopsis Including the Gospels of Matthew and Luke, Mark and Thomas with English, German, and French Translations of Q and Thomas. Managing Editor: Milton C. Moreland. Peeters Press, Leuven 2000, ISBN 978-90-429-0926-7 / Fortress Press, Minneapolis 2000, ISBN 978-08-006-3149-9 (107+581 S.)
- James M. Robinson (Hrsg.): Documenta Q. Peeters, Leuven 1996ff.
- James M. Robinson, Het Jezus-Evangelie, Utrecht 2008.
- H.T. Fleddermann, Q. A Reconstruction and Commentary, Peeters, Leuven, 2005.

### Kritiek
- Mark Goodacre: The Case Against Q. Studies in Markan Priority and the Synoptic Problem. Trinity Press, Harrisburg 2002
- Allan J. McNicol / David L. Dungan / David B. Peabody: Beyond the Q Impasse. Luke's Use of Matthew. A Demonstration by the Research Team of the International Institute for the Renewal of Gospel Studies. Trinity, Philadelphia 1996
- Michael D. Goulder: Self-Contradiction in the IQP [International Q Project]. In: Journal of Biblical Literature 118 (1999), S. 506-517
- Arthur J. Bellinzoni, Jr. (Hrsg.): The Two-Source Hypothesis. A Critical Appraisal. Mercer, Macon 1985 (Verzamelwerk, o.a. met artikelen voor en tegen Q)